# 船夫号子

水手和船员们边劳动，边吟唱着船夫号子

船夫号子（英文：shanty），是指过去伴随水手在大型商用帆船甲板上劳作的口头歌曲，“船夫号子”一词原本的含义是指历史剧中的一些特定的劳作口头歌曲。但是现在的意义更广，在更多的剧目中有时会出现这个词，并且这个词也泛指船员的口头歌曲 。

## 歌曲性质

### 功能
在过去，航海过程中所有的劳动都是通过人力来完成的。船夫号子这种口头歌曲就兼有数种功能。一是这种歌曲的节拍能够与水手、船员的劳动任务的速度和节拍保持同步，这样可以增强气势和志气。二是哼唱船夫号子可以减轻辛苦劳作给心理带来的负担，亦可以缓解疲惫和无聊。船夫号子也有一定的社交价值，例如可以增进友谊。

### 形式
所有的船夫号子或多或少地都有某种形式的合唱部分，以使全体船员一起歌唱。许多船夫号子也有“呼叫和回应”的功能和形式，如一名船员独唱一段后，其余的船员就会跟着吼出歌曲的副歌部分，以表示回应。